# Кундерс, Юлиус Густав Арнаут
Юлиус Густав Арнаут Кундерс (нидерл. Julius Gustaaf Arnout Koenders; 1 марта 1886, Парамарибо —  17 ноября 1957, Парамарибо) — суринамский учитель и горячий поборник использования сранан-тонго. По его собственным словам. он был «внуком  дедушек и бабушек, которые были рабами». Со своим обществом ‘Похама’ он был ярым защитником сранан-тонго в креольской культуре. В частности, в своём ежемесячнике Foetoe-boi (‘Мальчик на побегушках’), выходившем с мая 1946 по апрель 1956 года ‘Папа’ Кундерс опубликовал такие произведения, как: «Чтобы помянуть наших предков, 1 июля 1863-1943, Суринамский в новом платье» (Foe memre wi afo,1 juli 1863-1943, Het Surinaamsch in een nieuw kleed, 1943), «60 красивых и известных песен на сранан-тонго» (60 moi en bekentie singie na Sranantongo, 1944) и «Спроси меня, я дам тебе ответ о человеческом теле» (Aksie mie, mie sa piekie joe foe wie skien, 1945). 
Кундерс оказал большое влияние на таких писателей, как Эдди Брума, Трефосса и  Михаэль Слори.